# ホーフィ・カールスドッター
ホーフィ・カールスドッター（Hólmfríður "Hófí" Karlsdóttir、1963年6月3日 - ）は、アイスランドの保育士・元モデル。ミス・ワールド1985で優勝したことで知られる。
1963年6月3日、生まれる。レイキャビクで保育士として働いていた1985年、Miss Iceland で Halla Jonsdóttir に次いで準優勝。Halla は国を代表してミス・ユニバース1985に出場、ホーフィは Miss World Iceland としてミス・ワールド1985に出場。そこで優勝し、大陸別部門賞の Europe's Queen of Beauty も獲得。
1986年10月の時点ではミス・ワールド事務局のあるロンドン在住。10月10日、レイキャビクで開催予定のレーガン・ゴルバチョフ会談に合わせ、アイスランド外務省の要請にもとづき帰国。11から12日、外務省嘱託として各種会合に出席、アイスランドの広報活動に従事。10月11日、両首脳は中距離核兵器の削減に合意、この歴史的会談は冷戦終結のきっかけとなる。
夫の Elfar Rúnarsson と3人の子供がいる。家族はガルザバイルに暮らし、ホーフィは近くの幼稚園に勤務。夫は弁護士。